# آبیلیو دینیز
آبیلیو دینیز (به انگلیسی: Abílio Diniz)؛ ۲۸ دسامبر ۱۹۳۶ – ۱۸ فوریهٔ ۲۰۲۴) کارآفرین، بازرگان و مدیر ارشد اجرایی برزیلی بود، که به‌عنوان رئیس هیئت مدیره شرکت بی‌آراف فعالیت می‌کرد.